# Europees kampioenschap schaatsen 1929
Het Europese kampioenschap allround in 1929 werd van 19 tot 20 januari 1929 verreden in het Eisstadion in Davos.
De titelverdediger was de Fin Clas Thunberg, die in 1928 Europees kampioen werd in het Frogner Stadion in Oslo. De Noor Ivar Ballangrud werd kampioen.

## Klassement
| #      | Naam                | Land        | Punten  | 500m        | 5000m         | 1500m       | 10.000m      |
| ------ | ------------------- | ----------- | ------- | ----------- | ------------- | ----------- | ------------ |
| Goud   | Ivar Ballangrud     | Noorwegen   | 194.123 | 43,8 (2)    | 8.24,2 WR (1) | 2.20,2 (2)  | 17.43,4 (1)  |
| Zilver | Clas Thunberg       | Finland     | 194.908 | 42,8 WR (1) | 8.40,8 (2)    | 2.19,0 (1)  | 17.53,9 (2)  |
| Brons  | Roald Larsen        | Noorwegen   | 199.183 | 44,0 (4)    | 8.56,1 (6)    | 2.22,9 (3)  | 17.58,8 (3)  |
| 4      | Dolf van der Scheer | Nederland   | 199.893 | 45,4 (5)    | 8.43,8 (3)    | 2.22,9 (3)  | 18.09,6 (4)  |
| 5      | Siem Heiden         | Nederland   | 202.832 | 46,7 (11)   | 8.44,2 (4)    | 2.27,5 (6)  | 18.10,9 (5)  |
| 6      | Rudolf Riedl        | Oostenrijk  | 204.735 | 46,2 (8)    | 8.57,5 (7)    | 2.27,6 (7)  | 18.31,7 (7)  |
| 7      | Otto Polacsek       | Oostenrijk  | 205.885 | 48,0 (13)   | 8.50,4 (5)    | 2.30,3 (11) | 18.14,9 (6)  |
| 8      | Fritz Moser         | Oostenrijk  | 207.943 | 46,6 (10)   | 9.15,4 (9)    | 2.29,2 (9)  | 18.41,4 (8)  |
| 9      | Teun Hooftman       | Nederland   | 209.497 | 45,8 (6)    | 9.25,0 (14)   | 2.29,3 (10) | 19.08,6 (9)  |
| 10     | István Kauser       | Hongarije   | 211.373 | 45,9 (7)    | 9.24,0 (13)   | 2.31,0 (12) | 19.34,8 (11) |
| 11     | Wim Kos             | Nederland   | 212.503 | 46,3 (9)    | 9.23,2 (12)   | 2.36,4 (15) | 19.15,0 (10) |
| NF4    | Lászlo Erdelyi      | Hongarije   | 158.770 | 49,6 (15)   | 9.30,7 (15)   | 2.36,3 (14) | NF           |
| NC13   | Haakon Pedersen     | Noorwegen   | 148.083 | 43,8 (2)    | 9.16,5 (10)   | 2.25,9 (5)  |              |
| NC14   | Zoltán Eötvös       | Hongarije   | 151.960 | 47,2 (12)   | 9.11,6 (8)    | 2.28,8 (8)  |              |
| NC15   | Willy Zipperlen     | Zwitserland | 156.567 | 49,2 (14)   | 9.17,0 (11)   | 2.35,0 (13) |              |
| NC16   | Jakob Meng          | Zwitserland | 172.070 | 51,4 (16)   | 10.12,7 (16)  | 2.58,2 (16) |              |

* = met val
NC = niet gekwalificeerd
NF = niet gefinisht
NS = niet gestart
DQ = gediskwalificeerd